# Richard Newald
Richard Newald, född den 30 juli 1894 i Lambach i Oberösterreich, död den 28 april 1954 i Berlin, var en tysk litteraturhistoriker.
Newald, som var lärjunge till Karl Borinski och Friedrich Wilhelm, blev 1930 extra ordinarie professor i Fribourg och 1933 ordinarie professor där. När han 1945 tvangs lämna denna tjänst flyttade han till Freiburg im Breisgau, där han var gästprofessor vid universitetet läsåret 1950/51. Från 1950 var han även verksam vid Freie Universität Berlin, först som gästprofessor. Han blev 1951 extra ordinarie och 1954 extra ordinarie professor där, men dog sistnämnda år.